# Alojzy Gołębiewski
Alojzy Gołębiewski (ur. 14 października 1927 w Toruniu, zm. 27 marca 1987 w Krakowie) – polski chemik teoretyk, profesor Uniwersytetu Jagiellońskiego.

## Życiorys
Po eksternistycznym zdaniu matury w 1948 roku we Wrocławiu, w 1950 roku rozpoczął studia chemiczne na Uniwersytecie Wrocławskim. Magisterium uzyskał w roku 1955 w Krakowie, w nowo utworzonym (przez Kazimierza Gumińskiego) Zakładzie Chemii Teoretycznej Uniwersytetu Jagiellońskiego. Pracę na Uniwersytecie Jagiellońskim podjął w roku 1956. Doktorat uzyskał w 1960 r., a stopień doktora habilitowanego w roku 1963. Dwa lata później został mianowany docentem w Katedrze Chemii Teoretycznej UJ, a następnie profesorem nadzwyczajnym (1971) i zwyczajnym (1976). Kontynuował kształcenie w zakresie chemii kwantowej w zagranicznych uniwersytetach: już w1959 r. wyjechał na staż naukowy do Instytutu Matematyki Uniwersytetu Oksfordzkiego (pod kierunkiem znanego chemika-teoretyka Charlesa Coulsona), utrzymywał stałą współpracę międzynarodową m.in. z Uniwersytetem Południowej Kalifornii w Los Angeles i Uniwersytetem w Bielefeld.
Był kierownikiem Zakładu Chemii Teoretycznej Uniwersytetu Jagiellońskiego, prodziekanem Wydziału Matematyki, Fizyki i Chemii, przewodniczącym rady naukowej i dyrektorem nowo powołanego Instytutu Chemii oraz dziekanem Wydziału Chemii UJ po jego wyodrębnieniu w 1981 roku. Dwukrotnie został wybrany prorektorem UJ, pełniąc tę funkcję od 1981 roku do śmierci.
Był specjalistą w dziedzinie metod chemii kwantowej. Wraz z innymi teoretykami polskimi swojego pokolenia, Włodzimierzem Kołosem i Wiesławem Woźnickim, przyczynił się do wyodrębnienia chemii kwantowej jako niezależnej dziedziny chemii teoretycznej. Był pionierem zastosowań metod chemii kwantowej (zarówno półempirycznych jak i ab initio) do rozwiązywania problemów chemii koordynacyjnej i katalizy. Był konsultantem Instytutu Katalizy i Fizykochemii Powierzchni im. Jerzego Habera PAN i członkiem Zarządu Polskiego Towarzystwa Chemicznego (w latach 1978-1980 był Przewodniczącym Krakowskiego Oddziału PTChem). Był członkiem Centralnej Komisji Kwalifikacyjnej (obecnie Centralnej Komisji do Spraw Stopni i Tytułów).
Był także uznanym dydaktykiem, wypromował dużą liczbę magistrów i doktorów chemii teoretycznej, w tym ośmioro profesorów i docentów (2018). Do jego uczniów należeli m.in. profesorowie Andrzej Parczewski, Roman Nalewajski, Ewa Brocławik i Małgorzata Witko.
Za swą działalność naukową i organizacyjną był wielokrotnie wyróżniany, wśród innych tytułem Zasłużonego nauczyciela PRL (1982) i Nagrodą im. Marii Skłodowskiej-Curie (1986). Był odznaczony Krzyżem Kawalerskim Orderu Odrodzenia Polski oraz medalami Polskiego Towarzystwa Chemicznego (1981) i Komisji Edukacji Narodowej (1985).
Został pochowany na Cmentarzu wojskowym przy ul. Prandoty w Krakowie (kw. XCVI-16-6).

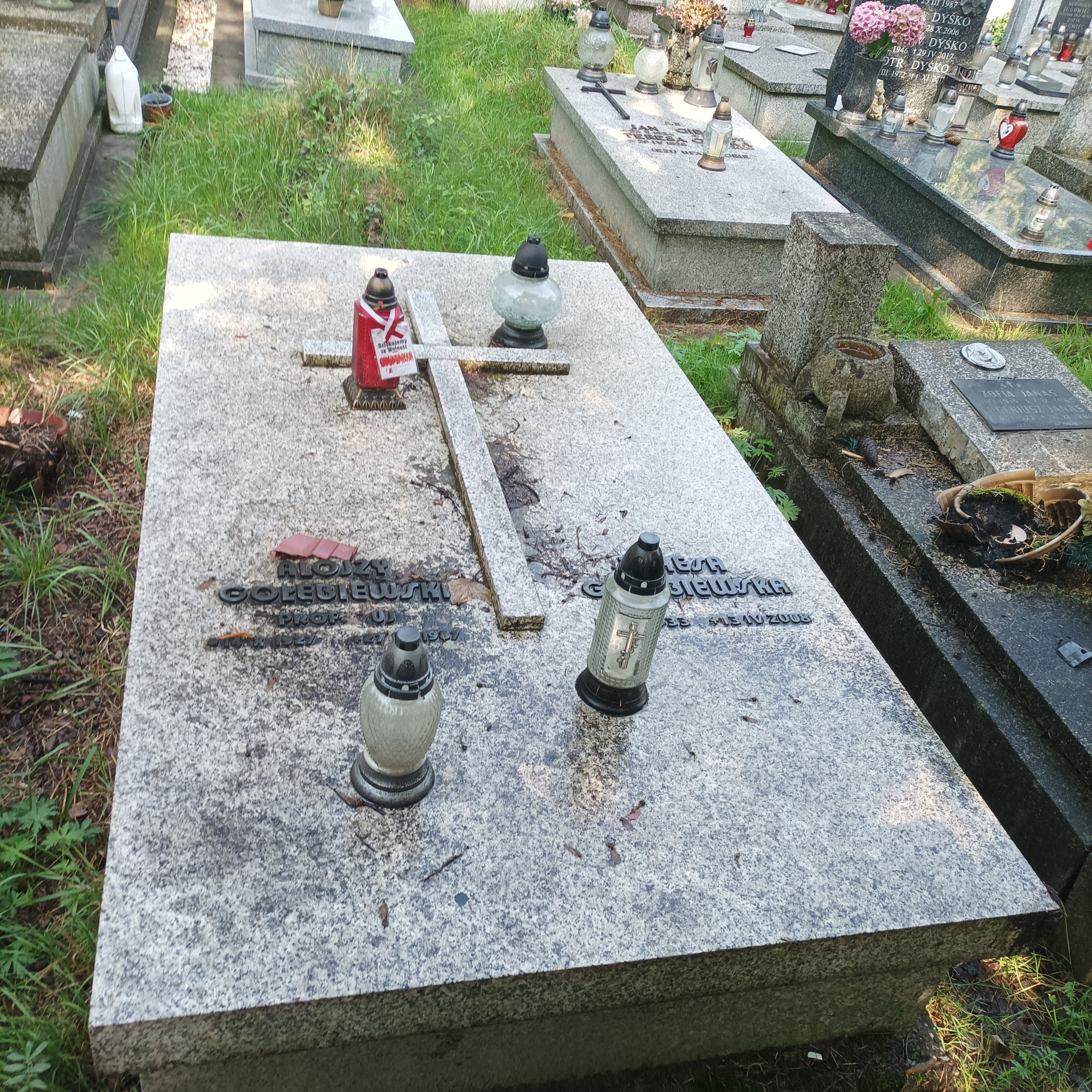
Grób prof. Alojzego Gołębiewskiego na cmentarzu wojskowym przy ul. Prandoty w Krakowie

## Wybrane monografie
- Chemia kwantowa związków nieorganicznych (1969)
- Chemia kwantowa związków organicznych (1973)
- Chemia fizyczna, podręcznik zbiorowy, rozdziały VI, VIII i IX (1980)
- Elementy mechaniki i chemii kwantowej (1982, 1984)